# Tmesisternus ludificator
Tmesisternus ludificator es una especie de escarabajo del género Tmesisternus, familia Cerambycidae. Fue descrita científicamente por Heller en 1914.
Habita en Papúa Nueva Guinea. Esta especie mide 18-21,5 mm.